# 坎普特拉維斯 (伊利諾伊州)
坎普特拉維斯（英語：Camp Travis）是位於美國伊利諾伊州克萊縣的一個非建制地區。該地的面積和人口皆未知。

## 地理
坎普特拉維斯的座標為38°39′36″N 88°19′53″W / 38.66000°N 88.33139°W，而該地的平均海拔高度為137米（即449英尺）。